# Кіліїле (комуна)
Кіліїле (рум. Chiliile) — комуна у повіті Бузеу в Румунії. До складу комуни входять такі села (дані про населення за 2002 рік):
- Будешть (60 осіб)
- Глоду-Петкарі (146 осіб)
- Гіокарі (73 особи)
- Кревелешть (132 особи)
- Кіліїле (173 особи) — адміністративний центр комуни
- Пояна-Плетарі (69 осіб)
- Трестіоара (126 осіб)

Комуна розташована на відстані 116 км на північ від Бухареста, 35 км на північний захід від Бузеу, 112 км на захід від Галаца, 80 км на схід від Брашова.

## Населення
За даними перепису населення 2002 року у комуні проживали 779 осіб, усі — румуни. Усі жителі комуни рідною мовою назвали румунську.
Склад населення комуни за віросповіданням:
| Релігія     | Кількість осіб | Відсоток |
| ----------- | -------------- | -------- |
| православні | 778            | 99,9%    |
| адвентисти  | 1              | 0,1%     |